# Air restrictor

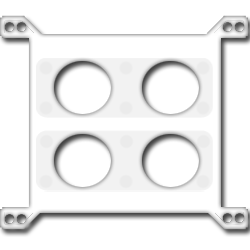
Rendering di una placca di restrittori utilizzati sulle automobili della categoria NASCAR.

L'air restrictor (inglese: restrittore d'aria) è un componente che produce una strozzatura di diametro prefissato atta a ridurre la sezione del condotto dell'aria di alimentazione del motore. Può essere anche chiamato flangia di strozzatura dell'aria o semplicemente (in gergo di settore) flangia o strozzatura.

## Scopo
Quest'applicazione ha la funzione di ridurre la sezione di passaggio dell'aria nei condotti d'aspirazione, per limitare la quantità massima d'aria ammissibile nel motore e di conseguenza ridurne la potenza massima erogabile.

## Uso
La necessità del loro uso viene spesso ravvisata in quelle competizioni motoristiche dove gareggiano tra di loro diverse tipologie di propulsori dalle prestazioni più svariate e allora c'è bisogno di livellare le prestazioni di ognuno di loro tramite diversi air restrictors appositamente dimensionati, ad esempio le modifiche imposte dalla FIA alla Corvette Z06 per partecipare alle competizioni GT3.
Un altro caso è quello di competizioni in cui i veicoli hanno raggiunto negli anni prestazioni talmente elevate da intaccare il margine di sicurezza in pista e allora il ricorso agli air restrictors permette il rientro in tali margini con un costo minimo per le modifiche.

### Rally
Un altro esempio fu la decisione della FIA all'inizio degli anni '90 di rendere obbligatorio l'air restrictor per tutti i motori sovralimentati (mediante turbocompressore a gas di scarico con compressore meccanico) in tutte le categorie del World Rally Car, Gruppo A e Gruppo N.

### Le Mans
Ad esempio, l'Automobile Club de l'Ouest ne impone l'uso per mantenere la sicurezza della 24 ore di Le Mans entro livelli accettabili, perciò modifica regolarmente il regolamento tecnico dell'edizione successiva della gara ritoccando le dimensioni degli air restrictors, nel caso qualche concorrente si dimostri eccessivamente rapido.

### Veicoli stradali
A volte viene usato anche su veicoli stradali (spesso motociclette) per ridurne la potenza per motivi legali.